# Markus Lüpertz

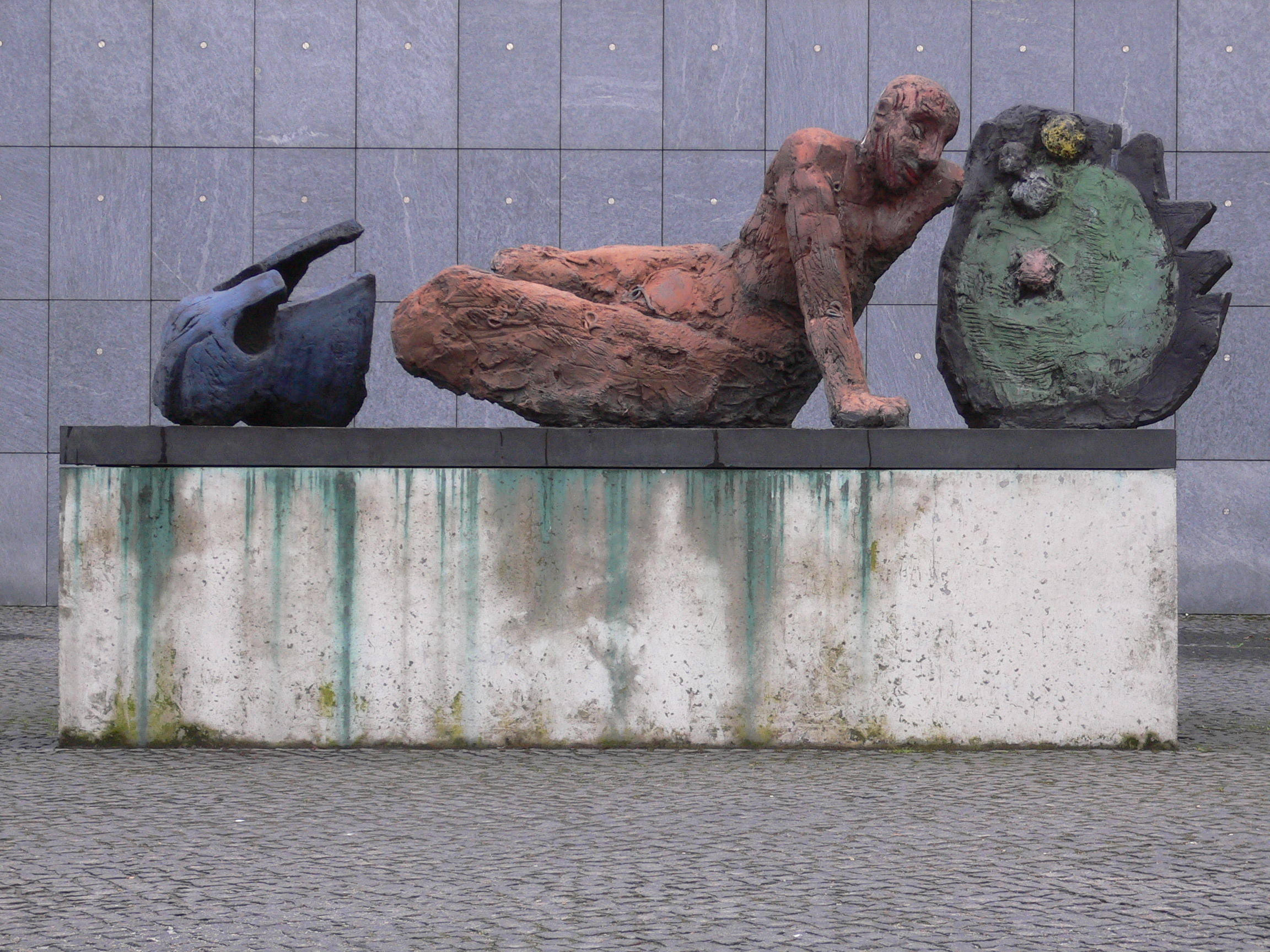
El guerrero caído, 1994, Berlín.

Markus Lüpertz (Reichenberg, actual Liberec (República Checa), 25 de abril de 1941) es un pintor, escultor y escritor alemán, vinculado al movimiento postmoderno del Neoexpresionismo.

## Biografía
Estudió en la Escuela de Bellas Artes de Krefeld con Laurens Goosens, y por un semestre en la Kunstakademie de Düsseldorf. En 1961 trabaja en Düsseldorf, instalándose en 1962 en Berlín Occidental, donde crea la galería Grossgör 35 con Bernd Koberling y Karl Horst Hödicke. En 1970 se establece por un año en Florencia. En 1976 se convierte en profesor de la Academia de Bellas Artes de Karlsruhe. En 1977 tiene su primera retrospectiva en la Kunsthalle de Hamburgo, a la que suceden exposiciones en el Centro de Arte de Berna, el Stedelijk Museum de Ámsterdam, y el Van Abbemuseum de Eindhoven. Participa en la VII Documenta de Kassel. En 1984 participa en la exposición Neue Deutsche Kunst de Düsseldorf. En 1986 es nombrado profesor en la Kunstakademie de Düsseldorf, y en 1988 se convierte en su director. 
Lüpertz, vinculado al grupo Neue Wilden (Nuevos Salvajes), es uno de los miembros del neoexpresionismo alemán más rebeldes e individualistas. Sus obras son fuertemente expresivas, hecho que enfatizan la grandiosidad de sus formatos y el colorido fascinante que impregna sus cuadros. Temáticamente, suele partir de temas figurativos para derivarlos hacia la abstracción, recogiendo diversas influencias del arte del pasado; en especial, se suele inspirar en el paisaje y el cuerpo humano, que reinterpreta de una forma personal y espontánea. El artista se vale de una amplia variedad de géneros, materiales y técnicas para configurar la naturaleza en función de su propia realidad.
Su trayectoria artística se inicia en 1962 con la que él denomina pintura ditirámbica, estilo que, partiendo del informalismo, recrea la tradición artística alemana de forma personal y subjetiva; cercano al expresionismo abstracto de Antonio Saura o Willem de Kooning, se aleja de éste por su plasticidad, su cromatismo y su trazo figurativo, así como por el carácter compositivo de la obra. A finales de los 60 y comienzos de los 70 su obra se vuelve cada vez más figurativa: Cruces rojas-ditirámbico (1967), Casco III-ditirámbico (1970), Negro-Rojo-Oro I-ditirámbico (1974). En los años posteriores Lüpertz se replantea su estilo, con una serie de obras inspiradas en Max Beckmann: Estilo. Niña mirando el muro de una casa (1977), Estilo-de uno a diez (1977), Estilo-3 cuadros sobre la creación de la tierra (1977). En los años 80 realiza series sobre Orfeo y San Francisco de Asís, y otras inspiradas en Poussin y Corot; aquí surge un dualismo entre representación formal y expresividad informalista, la voluntad de hacer una obra formalmente libre pero de carácter narrativo: Corot "Comida del filósofo" II (1985), Fantasmas del espacio intermedio-"Ateísta" (1987), Según Poussin-Sin título I (1989). Desde los 90 se afianza su estilo, más abstracto pero sin perder el carácter referencial, con un aire irónico o a veces paródico, un estudio subjetivo e intimista del arte.
Como escritor, Lüpertz edita su propia revista desde 2003, llamada Frau und Hund, editada en alemán y traducida a otros dos idiomas: Signora e cane, en italiano, y Femme et Chien, en francés. Lüpertz vive y trabaja entre Berlín, Karlsruhe, Düsseldorf y Florencia.